# ادویه تند (فیلم ۱۹۷۲)
ادویه تند (به هندی: Garam Masala) فیلمی محصول سال ۱۹۷۲ و به کارگردانی آسیپ ایرانی است. در این فیلم بازیگرانی همچون آریونا ایرانی، محمود علی و بیندو ایفای نقش کرده‌اند.